# Colleen Wing
Colleen Wing es un personaje que aparece en los cómics estadounidenses publicados por Marvel Comics.
Descendiente de una familia de samuráis, Colleen es una artista marcial japonesa que vengó la muerte de su abuelo con la ayuda del superhéroe llamado El Puño de Hierro. Después de llegar a la ciudad de Nueva York, Wing se hizo amiga de la exagente de policía Misty Knight con quien fundó una agencia de investigación privada. Las dos formarían más tarde el dúo de lucha contra el crimen, las Hijas del Dragón. Como investigadoras privadas, Wing y Knight trabajan frecuentemente con el dúo de Héroes de Alquiler: Luke Cage y Puño de Hierro. En la historia de Daredevil de 2010, «Shadowland», Wing se convierte en el líder de The Nail, un grupo escindido del clan ninja La Mano.
Jessica Henwick interpreta a la artista marcial en las series de televisión de Netflix Iron Fist (2017–2018), The Defenders (2017) y en la segunda temporada de Luke Cage de 2018, ambientadas en el Universo cinematográfico de Marvel (MCU).

## Historial de publicación
Apareció por primera vez en el número 19 de Marvel Premiere en 11 de 1974, creada por Doug Moench y Larry Hama.

## Biografía ficticia
Colleen nació en las montañas de Honshu, Japón, su padre es el profesor Lee Wing (profesor de historia asiática en la Universidad de Columbia) y una madre cuyos antepasados eran samuráis y daimyōs. Después de la muerte de su madre, el difunto abuelo materno de Colleen, Kenji Ozawa, le enseñó las costumbres del samurái, en el que más tarde se convirtió en una gran destreza. El profesor Wing supo por un monje que el joven guerrero Puño de hierro, vendría de esa tierra para vengarse del asesino de su padre y envió a Colleen a su encuentro. El profesor Wing y Colleen se hicieron amigos de Iron Fist, y Colleen ha actuado como su aliada en muchas de sus hazañas. En la primera aparición de Colleen, conoció a Iron Fist, y luego ayudó a Iron Fist en su lucha contra el Culto de Kara-Kai. Años más tarde, Colleen regresó a la ciudad de Nueva York para visitar a su padre allí. Al llegar, fue atrapada en un tiroteo por la policía local de Manhattan y algunos matones. Afortunadamente, fue rescatada por la agente Misty Knight, quien finalmente se convirtió en su mejor amiga. Más tarde, cuando el brazo derecho de Knight resultó gravemente herido por la explosión de una bomba y fue amputada, Colleen alentó a Knight a superar su depresión y regresar a un rol activo en la vida. Colleen y Knight formaron una sociedad como investigadores privados y llamaron a su firma Nightwing Restorations, Ltd. Debido a la formación estilo samurái de Wing y la experiencia de ambos socios en las artes marciales asiáticasfueron apodadas "Las Hijas del Dragón".
Colleen fue capturada en un momento por el Maestro Khan y Angar the Screamer, quien la convirtió en una esclava hipnotizada. Colleen luchó contra Iron Fist, quien finalmente la liberó de su control mental. Colleen luego se asoció con Misty en agentes contrarios al criminal Emil Vachon en Hong Kong. Colleen fue capturada por Emil Vachon, sin embargo, quien la convirtió en una adicta a la heroína. Ella fue rescatada por Misty Knight, venció su adicción y se vengó de Vahcon. Colleen luego luchó contra Davos, la segunda Serpiente de Acero, y se encontró con Spider-Man.
Colleen más tarde ayudó a los X-Men y Fuego Solar en la lucha contra Moisés Magnum en Japón, acompañó a los X-Men a Canadá, y coqueteó con Cíclope, cuya novia Jean Grey se presume que está muerta. Más tarde acabó prisionera por Arcade
Colleen conoció al actor Bob Diamond, uno de los Hijos del Tigre, batallado contra Constrictor y Sabretooth. El Profesor Wing luego recuperó su memoria, y el entrenamiento de Colleen en habilidades de samurái por su abuelo fue revelado. Colleen luego comenzó un romance con Bob Diamond. Le disparó Warhawk, y luego luchó contra el Constrictor nuevamente. Ella fue brevemente convertida en vidrio por el segundo Chemistro, y pronto volvió a la normalidad. Luego luchó contra Fera (ahora Ferocia). Colleen más tarde terminó temporalmente su amistad con Misty debido a su romance con Tyrone King. Colleen fue transportada a K'un-L'un. donde mató a Chiantang, el dragón místico. A continuación, asistió al funeral de un impostor que se hacía pasar por Danny Rand.
Algún tiempo después, Colleen vio un segundo impostor de Danny Rand en la televisión. Ella confrontó a este impostor, que era en realidad el Super-Skrull. Ella estuvo presente en la exhumación del cadáver del primer impostor de Danny Rand.
Después de que su relación con Bob Diamond terminara, Colleen, restauró la organización Las Hijas del Dragón con Misty.
Durante los hechos de Civil War, ella y Misty volvieron a juntar a los Héroes de Alquiler debido a la insistencia de Iron Man, Reed Richards y Spider-Man.
Colleen ha sido identificada como una de los 142 superhéroes registrados en el marco de la "Iniciativa de los 50 estados". En la misión más reciente del grupo Héroes de Alquiler, Colleen Wing y Tarántula fueron capturadas por la "Gran colmena de la Tierra" Cuando Shang-Chi y los otros héroes vienen a salvarlas, Colleen está en shock traumático. Todavía se enfada más cuando Chico Luna, a quien tenían que rescatar como un contrato con S.H.I.E.L.D., se encuentra secuestrado por Paladín. Misty había hecho un trato con Paladín a fin de encontrar tanto a Colleen como a Tarántula después de su captura. Colleen, profundamente disgustada por esto, dejó el grupo, lo que supuso la disolución de Héroes de Alquiler.
Después de que Daredevil tomara la Cocina del Infierno durante el arco argumental Shadowland, Misty, Colleen Wing, Puño de Hierro, Luke Cage, y Shang-Chi lo enfrentan en el intento de detenerlo sin violencia. Después de una conmoción que sucede en otras partes de su castillo, Daredevil ataca al grupo, creyendo que son los responsables. Días después de la pelea, Colleen es contactada por Daredevil, que le ofrece información acerca de su madre. Al visitarlo otra vez, él le revela que su madre lidera a un grupo de La Mano formado por mujeres espadachinas, llamado "La Uña". La madre de Colleen y "La Uña" fueron finalmente asesinados por uno de los enemigos de la mano. Daredevil luego le pide a Colleen que lidere una nueva encarnación del grupo Con el tiempo acepta y se encuentra con el grupo que consiste en Black Lotus, Cherry Blossom, Makro, y Yuki. Colleen más tarde traiciona al grupo y tiene que defenderse de ellas

## Poderes y habilidades
Colleen Wing es una mujer atlética sin habilidades sobrehumanas. Ha alcanzado el dominio de las habilidades de combate tradicionales de los samuráis japoneses, incluyendo manejo de la espada (kenjutsu); ella es una espadachina de gran talento. Colleen gana conocimiento en K'un L'un de artes marciales, así como el control del chi. Como resultado, gana la habilidad de enfocar su chi para mejorar su fuerza, acelerar su curación, y reducir sus funciones del cuerpo para sobrevivir condiciones severas.
Maneja una katana de 1.000 años de edad, que heredó de su abuelo. Colleen también es una detective privada con excelentes habilidades de investigación.

## Otras versiones

### Era de Apocalipsis
Colleen apareció brevemente en la Era de Apocalipsis. Ella y Misty Knight estaban en los mismos corrales humanos y escaparon juntos. Sin embargo, Colleen fue infestada por El Nido a través de un infestado Christopher Summers y más tarde fue asesinada por Misty Knight

### Ultimate Marvel
En Ultimate Marvel, Colleen Wing aparece por primera vez en el número 110 de Ultimate Spider-Man como la esposa de Danny Rand.

### House of M
Colleen apareció en House of M, como miembro de los Dragones, en el que el líder es Shang-Chi. Más tarde, ella fue uno de los dragones capturados en una trampa organizada por Kingpin y La Hermandad; pero fue liberada por Luke Cage con el fin de ayudar a los Vengadores para derrotar a la Hermandad

### Tierra-13584
En la dimensión de bolsillo,Tierra-13584, creada por I.M.A., Colleen Wing aparece como un miembro de la banda de Spider-Man

## En otros medios

### Televisión
- Jessica Henwick retrata a Colleen Wing en el Universo cinematográfico de Marvel en espectáculos de Netflix.[46] Esta versión del personaje ejecuta un dojo en Chinatown, enseñando lecciones de autodefensa a jóvenes desfavorecidos:
  - Colleen Wing se burla por primera vez en el final de la temporada 1 de Luke Cage, donde se ve a Claire Temple mirando un volante para lecciones de defensa personal en su dojo.[47] En la temporada 2, el episodio "Wig Out", se desarrolla después de los eventos de The Defenders. Colleen entrena a Misty Knight para luchar con un brazo. Más tarde, después de que un hombre amenaza a Misty en un bar, las dos terminan en una pelea, donde golpean al hombre y sus amigos.[48]
  - Colleen Wing dando pie así a su aparición en Iron Fist. Ella se encuentra con Danny por primera vez cuando está publicando sus carteles para promocionar su dojo. Danny propone desafiar al maestro del dojo, que Colleen rechaza, enviándolo de vuelta con un par de zapatillas. Sin embargo, ella se entusiasma con Danny después de que Ward Meachum intenta sobornarla para que se ponga en silencio por orden de su padre Harold.[49] Danny hace esfuerzos repetidamente para convencer a Colleen de que lo ayude en su lucha contra La Mano usando favores y sobornos, pero cuando fallan, él recurre a comprar su edificio, haciéndolo su propietario y capaz de remitirle el alquiler.[50] Cuando Danny y Colleen llevan a cabo operaciones contra la Mano, poco a poco comienzan a enamorarse, consumiendo sus sentimientos después de que Colleen lo sutura después de un duelo con varios asesinos de la Mano. Desconocido para Danny, el sensei de Colleen, Bakuto es uno de los fundadores de la Mano, y ha estado usando secretamente el dojo de Colleen para reclutar luchadores potenciales.[51] Esto lleva a una pelea entre Danny y Colleen cuando Danny se entera, pero ella lo ayuda a él y a Davos a escapar del complejo después de que Bakuto intenta matar a Danny. Bakuto intenta que Colleen sea asesinada por sus propios alumnos, pero ella escapa y se reconcilia rápidamente con Danny. En el final de la temporada, Colleen ayuda a Danny a infiltrarse en Industrias Rand y derrotar a Harold Meachum. En la última escena, Danny y Colleen viajan a donde se encuentra K'un-L'un, solo para encontrar la entrada cerrada y los cadáveres de algunos ninjas de la Mano afuera.[52]
  - Colleen Wing también reaparece en la serie, Los Defensores.[53] Se la ha visto ayudar a Danny mientras viaja por el mundo en busca de miembros de la Mano. Después de ser atacados por Elektra Natchios en Camboya, son llevados de vuelta a la ciudad de Nueva York por las crípticas últimas palabras de un moribundo miembro de Casto. Una guía basada en la espada que llevaba el muerto lleva a Danny y Colleen a un arsenal donde encuentran los cadáveres de varios miembros de la Casta, así como un equipo de limpieza contratado por la Mano para destruir los cadáveres. Danny se mete en una pelea con Luke Cage, quien está siguiendo a uno de los miembros del equipo de limpieza como un favor para Misty Knight. Cuando Claire se entera de la pelea de Danny y Luke, ella y Colleen hacen los arreglos para que los dos hombres se reúnan y resuelvan sus diferencias. Más tarde, Stick se acerca a su dojo, quien busca a Danny como la Mano lo quiere para sus propios objetivos, y lo redirige al Royal Dragon, donde Danny se ha escondido con Matt, Jessica y Luke. Al enterarse por Sowande de que la Mano está apuntando a los seres queridos de los héroes, Danny, Colleen y Luke agarran a Claire para que la acompañen al recinto de Misty, pero Bakuto les embosca, que se las arregla para cortarle el estómago a Colleen. Colleen se ve obligada a esconderse en el precinto con Claire, Trish Walker, Malcolm Ducasse, Karen Page y Foggy Nelson para recuperarse. Colleen luego sigue a Matt, Jessica y Luke de regreso a Midland Circle con un alijo de explosivos para destruir el edificio. Mientras Matt, Jessica y Luke descienden al hoyo debajo de Midland Circle para rescatar a Danny de Elektra, Colleen se queda arriba con Misty y Claire para luchar contra Bakuto. Finalmente decapita a Bakuto, pero no antes de que le corte el brazo derecho a Misty.
  - Colleen Wing también reaparece la temporada 2 de Iron Fist. Al llevar bien su relación con Danny y proteger Nueva York contra los criminales al saber de su problema, después de que ella dejó de dar clases de dojo. Luego de que ella y Danny conocen a una mujer llamada Mary, y tiene un mal presentimiento con ella. Recurre a Misty Kinght para ayudar a Danny Rand, al saber que su poder le fue arrebatado por Davos, luego de salvarlo de unos jóvenes delincuentes que ya se topó con ellos la primera vez, pero un chico llamado BB lo ayudó en entrar en razón y al decirle la ubicación de Danny. Luego fue con Misty a encontrar a Mary y descubren que ella y la hermana de Ward, Joy Meachum estuvieron involucradas con Davos en lastimar a Danny. Al ayudar a Danny a entrenar nuevamente, le dice a Colleen que ella debe obtener el poder del Iron Fist, pero se niega. Protege a la familia de los Tigres Dorados de Davos y los jóvenes delincuentes con ayuda de BB, quién es asesinado por sus amigos al traicionarlos, y luego de derrotarlos, fueron arrestados por Misty y su equipo de policías. Al ser dormido Davos por Danny, Colleen decidió tener el poder del Iron Fist en el ritual, teniendo un tatuaje del símbolo de Danny en su brazo izquierdo, para transferir el poder de Davos en ella, pero luego Davos despierta y escapa, estando conectados. Pero al terminar el ritual y con ayuda de Danny, Colleen obtiene el poder del Iron FIst, y derrota a Davos siendo arrestado por Misty. Cuando descubre una carta de Danny que se fue de viaje a buscar respuestas, Colleen como la nueva Iron Fist, protege a la ciudad de los criminales.

### Videojuegos
- Colleen Wing aparece en el final de Puño de Hierro en Ultimate Marvel vs Capcom 3, como miembro de sus nuevos Héroes de Alquiler.
- Colleen Wing aparece en Marvel Heroes. Ella es uno de los Héroes de Alquiler que Luke Cage puede convocar en el juego.[54]
- Colleen Wing Es un personaje jugable en el ya terminado Marvel Avengers Alliance
- Colleen Wing de la serie de Iron Fist aparce en el juego Marvel Strike Force, perteneciente al equipo de los Héroes de Alquiler junto a Puño de Hierro, Luke Cage y Misty Knight.